# Rouleau des morts
Pour les articles homonymes, voir Rouleau.

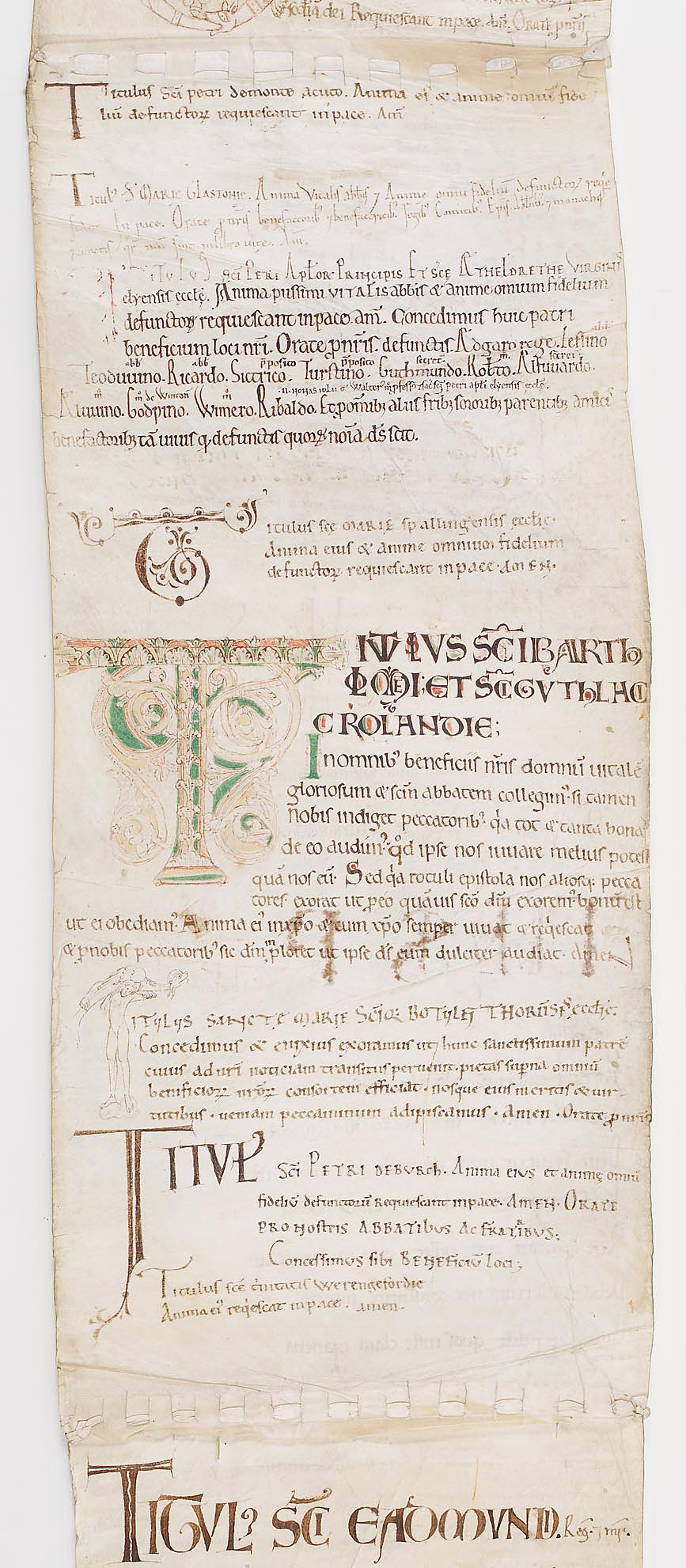
Rouleau funéraire de Vital de Savigny. Paris, Archives nationales, AE/II/138

Au Moyen Âge, les rouleaux des morts, rouleaux mortuaires (en latin : rotulae mortuorum) ou rouleaux funéraires, sont des parchemins transmis de monastère en monastère, à l’occasion de la mort d’un clerc de la communauté émettrice. Chaque abbaye où le rouleau passait ajoutait quelques lignes en hommage au clerc disparu en bas du parchemin, voire un autre parchemin s’il n’y avait plus de place. Des rouleaux longs parfois de plusieurs mètres et rassemblant des textes de dizaines d’églises ont pu ainsi se constituer. Courants jusqu’à la fin du Moyen Âge, ils permettaient de cimenter les liens entre les différentes communautés ecclésiastiques.
Dans l’Égypte antique, il a aussi existé des rouleaux des morts, que l’on retrouve dans les tombeaux.

## Extension
Cette coutume naît au VIIIe siècle dans les îles Britanniques, probablement sous l’impulsion de saint Boniface de Mayence ; elle se poursuit jusqu’au XVIIIe siècle en Bavière. L’habitude faiblit cependant avec la Réforme protestante, et notamment après 1536 et la dissolution des monastères en Angleterre par Henri VIII.
Elle ne concerne presque que les monastères bénédictins situés entre, au sud, la Loire, à l’est, la Bavière, et au nord-ouest, les îles Britanniques. Si la Catalogne est une région productrice au XIe siècle, toute la partie de la Chrétienté catholique située au sud de la Loire est extrêmement peu concernée, avec moins de vingt rouleaux sur les 320 recensés pour l'ensemble de l'Europe. Jean Dufour attribue la forte densité des rouleaux mortuaires dans le nord de l'Europe à l'existence de confraternités. Les chanoines réguliers utilisent aussi ces rouleaux, mais les ordres mendiants les ignorent totalement. Les rouleaux sont inconnus en Europe méditerranéenne.
Le plus ancien rouleau des morts conservé est celui de Saint-Martial de Limoges datant du Xe siècle.
C'est à la suite de la mort de saint Bruno de Cologne, le fondateur des Chartreux, le 6 octobre 1101, que le rouleau comportant le plus grand nombre de titres funèbres est constitué, avec un total de 173. Le manuscrit en est aujourd'hui perdu.

## Le voyage des rouleaux
Primitivement émis pour la mort de moines dont on ne doutait pas de leur entrée au Paradis, importants ou non, les rouleaux des morts sont après le XIIIe siècle constitués uniquement pour des ecclésiastiques importants, quelquefois même pour des laïcs.
Au départ, le parchemin ne contient qu’une encyclique, s’adressant à toutes les églises : elle annonce la mort du moine, et en fait l’éloge. Le parchemin est enroulé autour d’un cylindre de bois, et quitte l’abbaye quelques mois après le décès. Les églises visitées (les societates : associées) ajoutent un texte à la suite, sur le premier espace disponible, écrits sur une seule face du parchemin (rarement sur les deux : le parchemin est alors dit opistographe). Quand il n’y a plus de place sur le parchemin, un autre est cousu à la suite.
C’est en général un frère laïc qui porte ce rouleau d’église en abbaye. À partir du XVe siècle, un laïc salarié peut assurer le transport. Ils ont beaucoup souffert des longs voyages qu'ils ont faits. Les rouleaux font entre 18 et 27 cm de large ; le plus long fait 30 mètres et regroupe 800 titres.
Le rouleau des morts de saint Vital, abbé de Savigny (en Normandie), mort le 6 septembre 1122, fait 9,5 m de long. Il est composé de quinze feuilles cousues ensemble. Le messager a d’abord traversé la Bretagne, puis la Normandie : il s’arrête à Bayeux, où on recommande l’évêque Odon, frère de Guillaume le Conquérant, aux prières des moines. Il visite ensuite plusieurs abbayes d’Île-de-France, dont celle d’Argenteuil, Héloïse (d’Héloïse et Abélard) en étant alors abbesse, puis a parcouru l’Angleterre.

## Le contenu
Le rouleau des morts débute par l’encyclique. Après l’adresse typique des documents de cette époque, le préambule qui suit est souvent de nature théologique. Le décès est rappelé, parfois avec le portrait du défunt, ou un récit de sa mort. Enfin, l’encyclique se termine toujours par une demande de prières pour celui-ci. Elle est généralement brève, en prose, quelquefois ornée d'un filigrane fleuri sur le côté. Après le XIIe siècle, on trouve quelques enluminures, puis, au siècle suivant, une peinture précède parfois.
À partir du XIVe siècle, elle est suivie de la liste des églises visitées, avec la date du passage, parfois l’heure d’arrivée du messager. 
Les textes ajoutés par les communautés visitées (les titres) sont plus longs. L’église réceptrice s’y engage à prier pour le défunt, et témoigne de l’attachement qu’elle avait pour lui. Assez souvent, elle demande des prières pour ses propres défunts. Pour les clercs, ces titres sont l’occasion de montrer leur érudition : ils citent des auteurs grecs ou latins, font des vers, souvent médiocres. Ces textes divers sont écrits parfois avec soin, parfois de manière négligée.
Après 1050, la qualité des vers baisse : on trouve même des jeux de mots, des vers inconvenants, au point que Baudri de Bourgueil demande plus de respect pour les morts.
Les rouleaux des morts trouvent leur origine dans la communion des saints originelle. Ils renforcent les liens des communautés monastiques grâce à la prière de toutes les communautés visitées pour les morts des abbayes émettrices.